# Francisco Antônio de Sousa
Francisco Antônio de Sousa (? — ?) foi um político brasileiro.
Foi 3º vice-presidente da província do Rio de Janeiro, assumindo a presidência interinamente de 3 de janeiro a 11 de outubro de 1877.